# 빌리토누 포노칼라피
빌리토누 포노칼라피(Vilitonu Fonokalafi)는 미국 하와이의 킥복싱 선수다. 1983년 10월 31일생으로, 국적은 통가이다.

### K-1 타격 전적
- 1전 0승 1패(0 KO)

| 경기일자       | 상대    | 결과 | 내용           | 대회                       |
| -------------- | ------- | ---- | -------------- | -------------------------- |
| 2008년 8월 9일 | 랜디 김 | 패   | 2R 1분 13초 KO | K-1 월드 GP 2008 in Hawaii |

### 정보
주 베이스는 복싱, 무에타이, MMA이다. 그 외의 통합 전적 중 복싱 전적은 12전 12승 0패, MMA 전적은 9승 2패이다. 특별히 소속해 있는 팀은 없다.